# Colcapirhua
Colcapirhua est une petite ville et une municipalité de la Bolivie, située dans la province de Quillacollo du département de Cochabamba. Elle est située tout juste à l'ouest de Cochabamba. 

## Toponymie
Le nom de Colcapirhua dérive du quechua qollqepirwa qui signifie un « dépôt de produits agricoles ». À l'époque des Incas, le lieu constituait un important centre de production et de stockage des grains avant d'être distribués dans tout l'empire.

## Emplacement
Colcapirhua est située dans la province de Quillacollo dans le département de Cochabamba. Il est limité à l'est par la province de Cercado, à l'ouest avec la ville de Quillacollo, au nord avec la ville de Tiquipaya et au sud avec la ville de Santiváñez. Il a une altitude de 2 565 mètres et est placé sur la rive droite du río Rocha.
Il est à environ 9 kilomètres de la ville de Cochabamba et la route principale qui unit les deux villes est l'avenue Blanco Galindo.

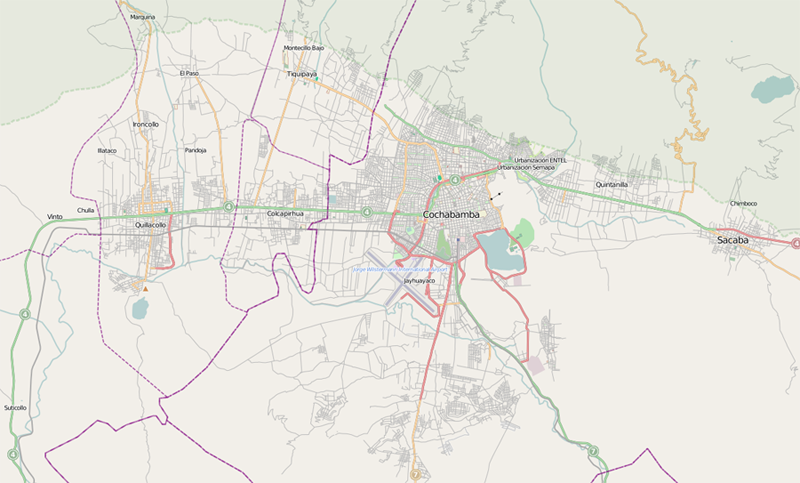
Localisation de Colcapirhua à l'est de Cochabamba.

## Organisation territoriale
Actuellement, Colcapirhua est constituée de 5 districts, qui couvrent l'ensemble de son territoire.
| Districts de Colcapirhua |     |                                                                                |
| District                 | Nom | Principaux quartiers                                                           |
| 1                        | A   | • San José Kami • San José Reducto • Capacachi • 23 de Marzo • Cuatro Esquinas |
| 2                        | B   | • La Florida • Santa Rosa                                                      |
| 3                        | C   | • Sumumpaya                                                                    |
| 4                        | D   | • Colcapirhua Central                                                          |
| 5                        | E   | • Esquilan                                                                     |

## Population
La population de la ville a doublé dans les dernières décennies.
| Année | Habitants | Urbain | Rural |
| ----- | --------- | ------ | ----- |
| 1992  | 22 219    | 19 547 | 2 672 |
| 2001  | 41 980    | 41 637 | 343   |
| 2012  | 51 990    | 51 990 | 0     |